# Diocèse de León en Nicaragua
Ne doit pas être confondu avec Archidiocèse de León, Diocèse de León ou Diocèse de Léon.
Le diocèse de León en Nicaragua (en latin : Dioecesis Leonensis in Nicaragua ; en espagnol : Diócesis de León en Nicaragua) est un diocèse de l'Église catholique du Nicaragua, suffragant de l'archidiocèse de Managua.

## Territoire
Le diocèse est situé sur les départements de Chinandega et de León. Son territoire est d'une superficie de 10 279 km2 divisé en 57 paroisses. L'évêché est à León avec la basilique-cathédrale de l'Assomption inscrite au patrimoine mondial de l'UNESCO depuis le 28 juin 2011.
La Conférence épiscopale du Nicaragua reconnaît deux sanctuaires nationaux sur le territoire du diocèse :
- la basilique de l'Immaculée-Conception d’El Viejo, qui abrite une statue de la Vierge reconnue comme patronne du Nicaragua ; et
- le sanctuaire Christ-des-Miracles-d’Esquipulas d’El Sauce, où les fidèles vénèrent la statue du Christ des Miracles d’Esquipulas d’El Sauce, une réplique du Christ noir d’Esquipulas.

## Histoire
Le diocèse du Nicaragua est créé le 26 février 1531 par le pape Clément VII à la suite de la demande de la couronne d'espagne mais, sans que l'on sache exactement la raison, la bulle d'érection n'est jamais envoyée,.
Le diocèse est officiellement érigé le 3 novembre 1534 par la bulle Aequum reputamus du pape Paul III en prenant sur le territoire du diocèse de Panamá (aujourd'hui archidiocèse de Panama). Par la real cédula du 9 mars 1545 du roi Philippe II, la juridiction du diocèse s'étend ensuite sur l'ensemble du Costa Rica.
À sa création, il est suffragant de l'archidiocèse de Séville ; le 11 février 1547, il est nommé suffragant de l'archidiocèse de Lima et le reste jusqu'au 16 décembre 1743, date à laquelle il intègre la province ecclésiastique de l'archidiocèse de Santiago de Guatemala.
Le 28 février 1850, il cède tout le territoire situé au Costa Rica pour la création du diocèse de San José de Costa Rica (aujourd'hui archidiocèse de San José de Costa Rica).
Le 2 décembre 1913, par la bulle Quum iuxta apostolicum effatum du pape Pie X, il cède d'autres portions de territoire pour la création du diocèse de Granada, du vicariat apostolique de Bluefields (aujourd'hui diocèse de Bluefields) et de l'archidiocèse de Managua, dont il devint simultanément suffragant. Dans le même temps, il change son nom de diocèse du Nicaragua pour celui de diocèse de León en Nicaragua.
Le 17 décembre 1962, il cède une autre portion de territoire pour l'érection du diocèse d'Estelí.

## Évêques de León
- Liste des évêques de León en Nicaragua